# Okręg wyborczy Hawick Burghs
Okręg wyborczy Hawick Burghs powstał w 1868 r. i wysyłał do brytyjskiej Izby Gmin jednego deputowanego. Okręg obejmował miasta Hawick w hrabstwie Roxburghshire oraz Selkirk i Galashiels w hrabstwie Selkirkshire. Został zlikwidowany w 1918 r.

## Deputowani do brytyjskiej Izby Gmin z okręgu Hawick Burghs
- 1868–1886: George Trevelyan, Partia Liberalna, od 1886 Partia Liberalno-Unionistyczna
- 1886–1892: Alexander Laing Brown, Partia Liberalna
- 1892–1909: Thomas Shaw, Partia Liberalna
- 1909–1918: John Barran, Partia Liberalna